# کلیسای متدیست ترینیتی
کلیسای متدیست ترینیتی، اکنون مرکز ترینیتی یک کلیسای متدیست در کاردیف، ولز است.
بنای این کلیسا در سال ۱۸۹۷ توسط آلبرت ویکتور اینگال و پسران بیرمنگام ساخت شد. این بنا آخرین ساخته متدیست‌ها در این منطقه بود.
مرکز ترینیتی برای رفع نابرابری، مقابله با فقر و حمایت از مردم فعالیت می‌کند.